# Kiribati ai Giochi della XXX Olimpiade
Il Kiribati ha partecipato ai Giochi della XXX Olimpiade di Londra, che si sono svolti dal 27 luglio al 12 agosto 2012, con una delegazione di 3 atleti.

## Atletica leggera
| Gara  | Atleta      | Batterie | Batterie | Quarti          | Quarti          | Semifinali      | Semifinali      | Finale          | Finale          |
| Gara  | Atleta      | Tempo    | Pos.     | Tempo           | Pos.            | Tempo           | Pos.            | Tempo           | Pos.            |
| ----- | ----------- | -------- | -------- | --------------- | --------------- | --------------- | --------------- | --------------- | --------------- |
| 100 m | Nooa Takooa | 11"53    | 7º       | Non qualificato | Non qualificato | Non qualificato | Non qualificato | Non qualificato | Non qualificato |

| Gara  | Atleta         | Batterie | Batterie | Quarti          | Quarti          | Semifinali      | Semifinali      | Finale          | Finale          |
| Gara  | Atleta         | Tempo    | Pos.     | Tempo           | Pos.            | Tempo           | Pos.            | Tempo           | Pos.            |
| ----- | -------------- | -------- | -------- | --------------- | --------------- | --------------- | --------------- | --------------- | --------------- |
| 100 m | Kainguae David | 13"61    | 8ª       | Non qualificata | Non qualificata | Non qualificata | Non qualificata | Non qualificata | Non qualificata |

## Sollevamento pesi
Maschile
| Atleta         | Evento | Strappo   | Strappo    | Slancio   | Slancio    | Totale | Classifica |
| Atleta         | Evento | Risultato | Classifica | Risultato | Classifica | Totale | Classifica |
| -------------- | ------ | --------- | ---------- | --------- | ---------- | ------ | ---------- |
| David Katoatau | -94 kg | 140       | 17         | 185       | 16         | 325    | 17         |